# 梅庵琴谱
《梅庵琴譜》，古琴譜，也是梅庵琴派的代表琴譜，由徐立孫和邵森二人据王賓魯生前遺稿整理编輯而成，首次在1931年出版，曾多次修訂再版。

## 琴譜介紹
譜中共十四曲，為《關山月》、《秋風詞》、《極樂吟》、《鳳求凰》、《秋夜長》、《玉樓春曉》、《風雷引》、《秋江夜泊》、《長門怨》、《平沙落雁》、《釋談章》、《挾仙遊》、《搗衣》、《搔首問天》。短小之曲居多。惟其點拍之法簡而易行。
琴論中，以六寸七分五厘為仲呂，當然大誤。北大《音樂雜誌》有文駁之法變調，雖令實用，卻欠周妥。主三絃為宮，而諱言大呂等同調之理，亦見粗獷。

## 音樂風格
- 徐立孫總結為|  | 燕卿先生一脈，雖說系出金陵，但得北方之氣為多。加以燕卿先生獨創之風格，所以音韻寬厚雄健之中富有綺麗纏綿之意，剛中有柔而剛柔相濟。 |

## 英文版
A Chinese zither tutor: the Mei-an chʻin-pʻu ，華盛頓大學教授弗萊德列克·李伯曼編譯，華盛頓大學出版社，1983年。